# Tetrastigma laxum
Tetrastigma laxum är en vinväxtart som beskrevs av Merrill. Tetrastigma laxum ingår i släktet Tetrastigma och familjen vinväxter. Inga underarter finns listade i Catalogue of Life.